# Christoph Zehendner

Christoph Zehendner

Christoph Zehendner (* 1961 in Bad Windsheim) ist Liedermacher im Bereich Neues geistliches Lied sowie Theologe und war über 20 Jahre bis Juni 2011 Journalist beim Südwestrundfunk (SWR). Er lebt und arbeitet seit Juli 2011 mit der Christusträger-Bruderschaft.

## Leben und Wirken
Nach seiner Tätigkeit beim Evangeliums-Rundfunk (ERF) in Wetzlar und beim Hessischen Rundfunk sowie dem Studium der Theologie an der Philipps-Universität in Marburg arbeitete er als freier Hörfunkjournalist in der landespolitischen Redaktion des SWR in Stuttgart.
Zehendner gehört zu den bekanntesten Textern und Interpreten im Bereich der christlichen Popularmusik. Mehr als 300 seiner Liedtexte wurden bereits veröffentlicht. Einen besonderen Schwerpunkt legt er auf gemeindebezogene Konzepte, wie etwa zum Thema Psalmen oder der Bergpredigt. Viele seiner Lieder sind in den Gemeinden verschiedener Konfessionen ein fester Bestandteil des Liedgutes und der Gesangbücher. Vertreten ist er unter anderem in den evangelischen Gesangbüchern der Landeskirchen von Württemberg und Baden sowie in Regionalausgaben des römisch-katholischen Gesangbuchs Gotteslob.
Daneben veröffentlichte er aber auch mehrere Soloalben, zuletzt im Jahr 2018 das Album Was zählt.
Im Rahmen seiner Tätigkeit als Texter arbeitete er mit verschiedenen Interpreten wie Johannes Nitsch, Sharona, Layna, Beate Ling, Attila Kalman, Albert Frey, Andrea Adams-Frey, Andreas Volz oder Daniel Kallauch zusammen. Auf Konzerten lässt er sich von verschiedenen Musikern unterstützen, besonders zu nennen sind: Manfred Staiger, Michael Schlierf, Uli Schwenger, Mathias Ade, Torsten Harder und Jonathan Böttcher. 
Mit und für  Kollegen wie Albert Frey, Daniel Kallauch, Andreas Volz, Cae Gauntt und Sarah Kaiser hat Zehendner Songtexte verfasst.
Seine Konzertreisen und -tourneen führten ihn bis nach Paraguay, Südafrika (Namibia) und Afghanistan. In den letzten Jahren ist er auch vermehrt als Buchautor in Erscheinung getreten. Dies umfasst einige Kurzgeschichtenbände, aber auch Sachbücher.

## Privates
Christoph Zehendner ist verheiratet mit Ingrid (Kunsttherapeutin). Das Paar hat zwei Kinder. Seit 2011 arbeiten beide bei der Christusträger-Bruderschaft im Kloster Triefenstein und leben im benachbarten Markt Triefenstein.

## Bekannte Lieder (Auswahl)
- „Gott hört dein Gebet“ (Original aus dem Englischen von Mark Heard)
- „Unser Vater“ (aus: „Felsenfest“)
- „Kommt und seht“ (aus: „Begegnungen“)
- „Du bist der Weg“ (aus: „Begegnungen“)
- „Beten (In der Stille angekommen)“ (aus: „Felsenfest“)
- „Nikodemus“ (aus: „Begegnungen“)
- „Leben wie er“ (aus: „Begegnungen“)
- „In guten Händen“ (aus: „Beziehungen“)
- „Ich verdanke dir soviel“ (aus: „Beziehungen“)
- „Spender des Lebens“ (aus: „Wortweltenwanderer“)
- „Ganz bei Trost“ (aus: „Ganz bei Trost“)
- „Sein Licht“ (aus: „Ganz bei Trost“)
- „Was zählt“ (aus: „Was zählt“)

## Diskografie

### Soloalben
| Jahr | Titel              | Label        |
| ---- | ------------------ | ------------ |
| 1982 | Für meine Freunde  | Pila Music   |
| 1987 | Auf den Punkt      | Gerth Medien |
| 1991 | Sovielzuwenig      | Pila Music   |
| 2008 | Wortweltenwanderer | Gerth Medien |
| 2013 | Ganz nah           | Gerth Medien |
| 2015 | Ganz bei Trost     | Gerth Medien |
| 2018 | Was zählt          | Gerth Medien |

### Projekte
- „Lieder aus dem Alltag“ (mit Peter Schöberl) (1980)
- „Fundamentales“ (mit Aufwind) (1983)
- „Höre Herr!“ (mit Spektrum) (1984)
- „Auf den Punkt“ (1987)
- „Begegnungen - Fenster zum Johannes-Evangelium“ (mit Hella Heizmann, Johannes Nitsch u. a.) (1990)
- „Felsenfest - Lieder zur Bergpredigt“ (mit Beate Ling, Johannes Nitsch, Christians At Work u. a.) (1994)
- „Folgen - Lieder zum Lukasevangelium“ (mit Johannes Nitsch) (1996)
- „Er hört dein Gebet - Lieder für den Gottesdienst“ (1998)
- „Beziehungen - Musikalische Fenster in die Welt der Psalmen“ (mit Manfred Staiger, Ingo Beckmann, Andrea Adams-Frey u. a.) (2000)
- „Himmel auf Erden - Lieder zur Bibel“ (mit Manfred Staiger) (2003)
- „In der Stille angekommen“ (2004)
- „Im Blick - Neue Fenster in die Welt der Psalmen“ (mit Njeri Weth) (2004)
- „Er kommt an - musikalische Fenster in die Advents- und Weihnachtszeit“ (Medienkombination aus Musikalbum und Bildband, gemeinsam mit Thea Eichholz, Heiko Wolf und Martin Staiger) (2006)
- „Mit seinen Augen sehen“ (2007)
- „Ich bin in guten Händen“ (2009)
- „Dass deine Träume Wurzeln schlagen“ (Medienkombination aus Musikalbum und Bildband, gemeinsam mit Manfred Staiger und Heiko Wolf) (2011)
- „Unfassbar - musikalische Fenster ins Markusevangelium“ (2022) (mit Ralf Schuon und Hans-Joachim Eißler)

## Bibliografie
- Begegnungen: Fenster ins Johannes-Evangelium, Joh. Brendow & Sohn Verlag, Moers 1992, ISBN 978-3-87067-486-1.
- Akne, Bravo, coole Sprüche: das ungeschminkte Überlebensalphabet für Teenager-Eltern, Johannis-Verlag, Lahr 2000, ISBN 978-3-501-07141-0.
- Bist zu uns wie ein Vater, Kawohl Verlag, Wesel 2008, ISBN 978-3-88087-634-7.
- Das Geheimnis der Zwölf: das Größte ist die Liebe, Brunnen Verlag (Gießen) 2010, ISBN 978-3-7655-1769-3.
- Mutter, hol den Tannenduft: Weihnachtsgeschichten zum Staunen, Lachen und Feiern, Brunnen Verlag, Gießen 2011, ISBN 978-3-7655-1135-6.
- So viel Leben gönn ich mir: Vom guten Umgang mit mir selbst, Joh. Brendow & Sohn Verlag, Moers 2015, ISBN 978-3-86506-788-3.
- NAMASTE – Du bist gesehen! Abenteuer-Mutmach-Hoffnungs-Geschichten aus Indien, Brunnen Verlag, Gießen 2017, ISBN 978-3-7655-0979-7.
- Wir vertrauen darauf (Songbook), Gerth Medien, Aßlar 2018.
- Willkommen im Haus des Lachens. Versöhnungs- und Mutgeschichten aus dem Heiligen Land, Brunnen Verlag, Gießen 2019, ISBN 978-3-7655-0710-6.
- Jeder verdient eine zweite Chance. Hoffnungsträger-Geschichten aus dem Seehaus und dem Rest der Welt, Brunnen Verlag, Gießen 2021, ISBN 978-3-7655-0757-1.
- In der Stille ankommen – aus der Stille aufbrechen. Leben und Arbeiten in einem gesunden Rhythmus, Brunnen Verlag, Gießen 2023, ISBN 978-3-7655-3627-4.

als Mitautor
- Surfen, chatten, spielen, zappen: wie Sie die Welt Ihrer Kinder besser verstehen, SCM Collection, Witten 2001, ISBN 978-3-7893-7455-5.
- Gott sei Dank für fünfzig Jahre: Erfahrungen von Christusträgerschwestern und -brüdern, Vier-Türme-Verlag, Münsterschwarzach 2011, ISBN 978-3-89680-506-5.
- Dass deine Träume Wurzeln schlagen: Gedanken und Gebete zu den Jahreszeiten des Lebens, Gerth Medien, Aßlar 2011, ISBN 978-3-86591-623-5.
- Als Malchus sein Ohr verlor und andere Geschichten, die (so) nicht in der Bibel stehen, Brunnen Verlag, Gießen 2013, ISBN 978-3-7655-4198-8.
- FrühlingsLichtGeschichten, Brunnen Verlag, Gießen 2022, ISBN 978-3-7655-4375-3.
- Wo Zukunft wachsen kann. Von der schiefen Bahn in ein neues Leben. Geschichten von Versöhnung und Neuanfang (zum 20jährigen Jubiläum: 20 Geschichten von ehemaligen Seehaus-Jungs, Mitarbeitern des Seehaus und Opfern von Straftaten), adeo, Asslar 2023, ISBN 978-3-86334-382-8.